# Nördliche Kleinwassermaus

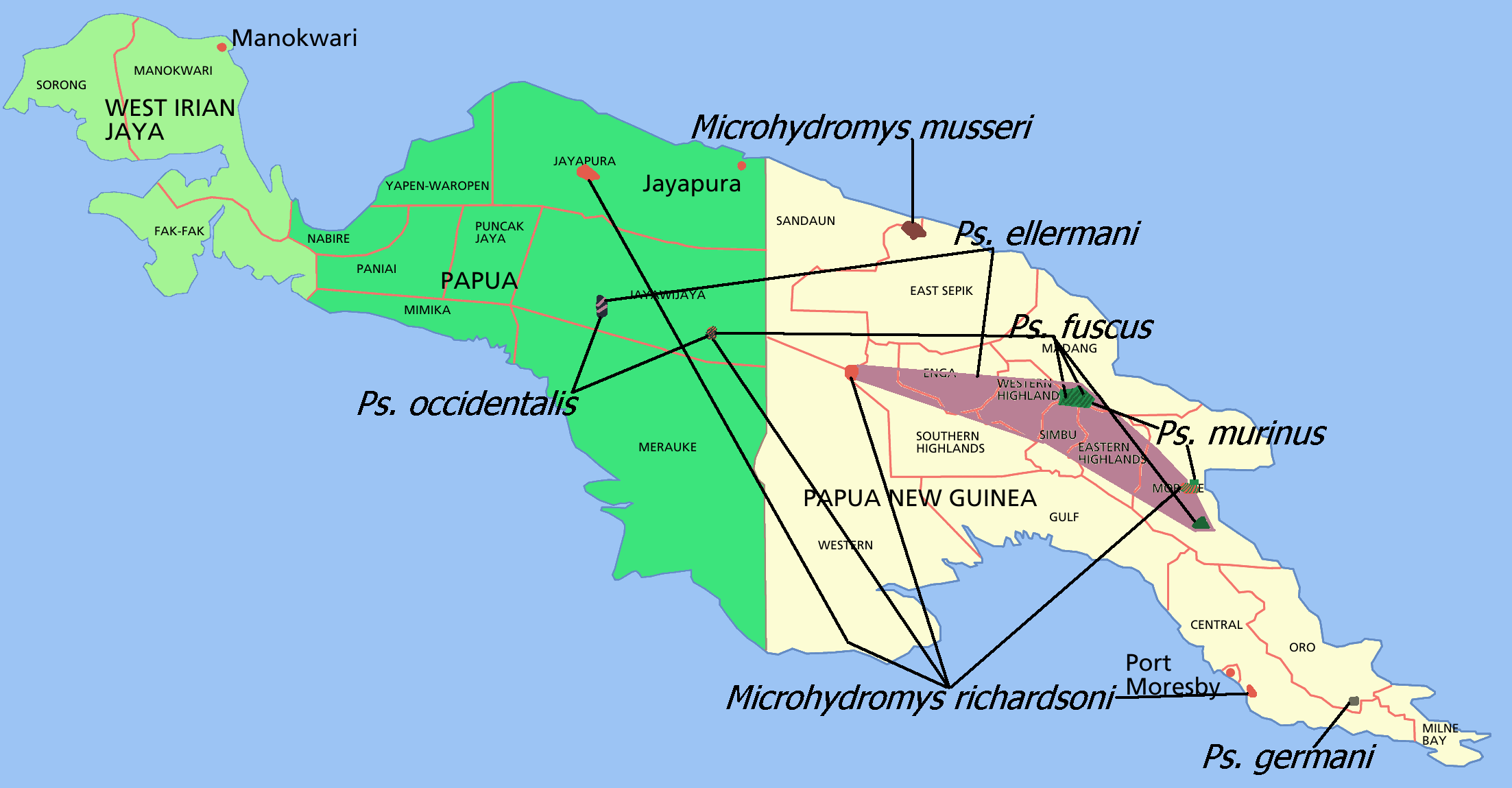
Fundplätze von Kleinwassermäusen (Microhydromys) und Neuguinea-Moosmäusen (Pseudohydromys)

Die Nördliche Kleinwassermaus (Microhydromys richardsoni) ist ein auf Neuguinea endemisches Nagetier in der Unterfamilie der Altweltmäuse. Sie bildet zusammen mit der Südlichen Kleinwassermaus (Microhydromys argenteus) die Gattung Microhydromys. Der Artzusatz im wissenschaftlichen Namen ehrt den US-amerikanischen Säugetierforscher William Blaney Richardson.

## Merkmale
Die Kopf-Rumpf-Länge beträgt 79 bis 83 mm, der Schwanz ist mit 84 bis 92 mm etwas länger und das Gewicht liegt bei 11 g. Es kommen 17 bis 20 mm lange Hinterfüße und 8 bis 12 mm lange Ohren vor. Oberseits ist kurzes und seidenweiches Fell vorhanden, das eine graue Färbung mit braunen Tönen hat. Auf dem Bauch ist das Fell etwas heller und die schmalen Vorder- und Hinterpfoten tragen Krallen an den Fingern und Zehen. Typisch sind winzige Augen, eine Furche in den oberen Schneidezähnen und schmale Vibrissen. Pro Kieferhälfte gibt es nur zwei molare Zähne. Der dünne Schwanz ist vorwiegend dunkel und nur wenige Exemplare haben eine kurze weiße Spitze. Die zwei Zitzen der Weibchen liegen an den Seiten des Leistenbereichs.

## Verbreitung und Lebensweise
Dieses Nagetier ist durch mehrere Funde aus dem zentralen Bergland und nördlichen Hügelland Neuguineas bekannt. Die Nördliche Kleinwassermaus lebt zwischen 850 und 1500 Meter Höhe. Sie hält sich in feuchten tropischen Wäldern und in Savannen mit Eukalyptusbaumgruppen auf. Manche Funde stammen von Flussufern mit moosbewachsenen Bäumen der Gattungen Scheinbuchen (Nothofagus) und Kauri-Bäume (Agathis).
Die kleinen Augen und die geringe Körpergröße lassen eine nachtaktive Lebensweise auf dem Boden vermuten. Wahrscheinlich enthält ein Wurf maximal zwei Neugeborene.

## Gefährdung
Regional können sich Waldrodungen negativ auswirken. Da neue Funde aus weiter voneinander entfernten Regionen stammen, wird angenommen, dass das Verbreitungsgebiet größer ist, als ursprünglich vermutet. Die IUCN listet die Nördliche Kleinwassermaus mit unzureichende Datenlage (data deficient).